# Flota științifică și de pescuit a României

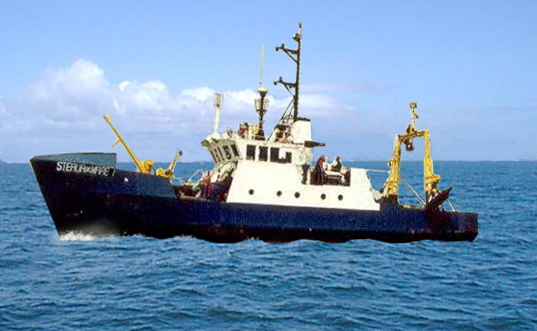
Nava de cercetări „Steaua de Mare” a IRCM, azi Institutul Național de Cercetare și Dezvoltare Marină „Grigore Antipa”

Flota științifică și de pescuit a României desemnează ansamblul de nave navigând pe mări și oceane sub pavilion românesc, dedicate cercetărilor științifice și pescuitului.
Navele de cercetări științifice au aparținut sau aparțin :
- Institutului Bio-oceanografic din Constanța (antebelic, întemiat de Grigore Antipa, cu stațiuni de biologie marină la Bugaz lângă Cetatea Albă, pe Insula Șerpilor, la Agigea (întemeiată de Ioan Borcea) și la capul Caliacra);
- Institutului Român de Cercetări Marine (IRCM), înființat în 1970, în urma contopirii a cinci laboratoare de cercetare mai mici:

1. - Stațiunea Zoologică Marină „Ioan Borcea” de la Agigea, moștenire a Institutului Bio-oceanografic ;
2. - Stațiunea de Cercetări Maritime și Proiectări Piscicole „Gr. Antipa” (Constanța), de asemenea moștenire a Institutului Bio-oceanografic;
3. - Secția de Biologie Marină (Constanța) a Institutului de Biologie „Traian Săvulescu” al Academiei române;
4. -  Stațiunea Oceanografică „Emil Racoviță” din Constanța, altă moștenire a Institutului Bio-oceanografic;
5. -  Laboratorul de Sedimentologie Marină al Universității din București;

- Institutului Național de Cercetare-Dezvoltare pentru Geologie și Geoecologie Marină GeoEcoMar, înființat în anul 1993 sub denumirea de "Centrul Român de Geologie și Geoecologie Marină".

Navele de pescuit cuprind:

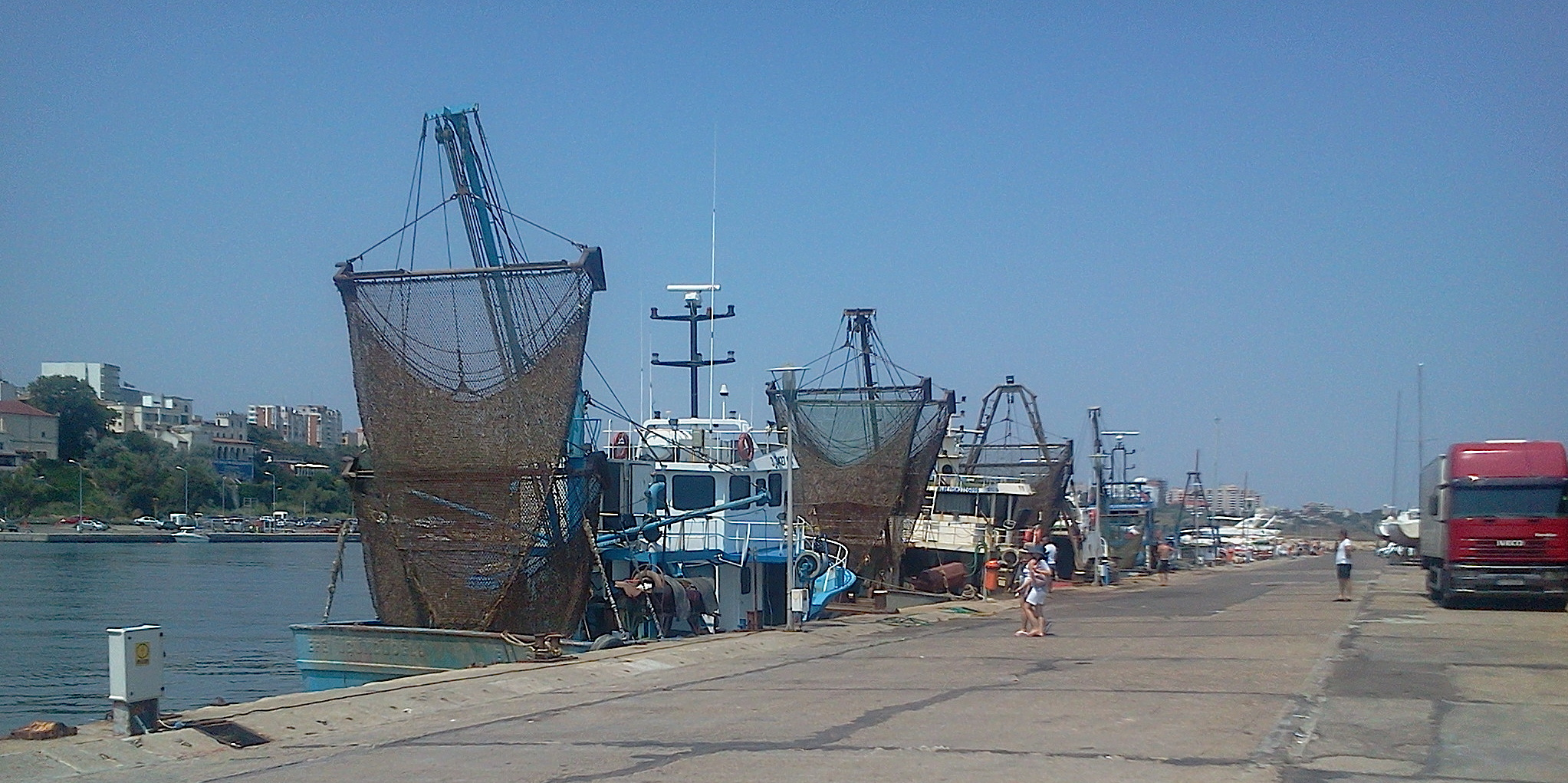
Traulere de pescuit în portul Tomis, Constanța.

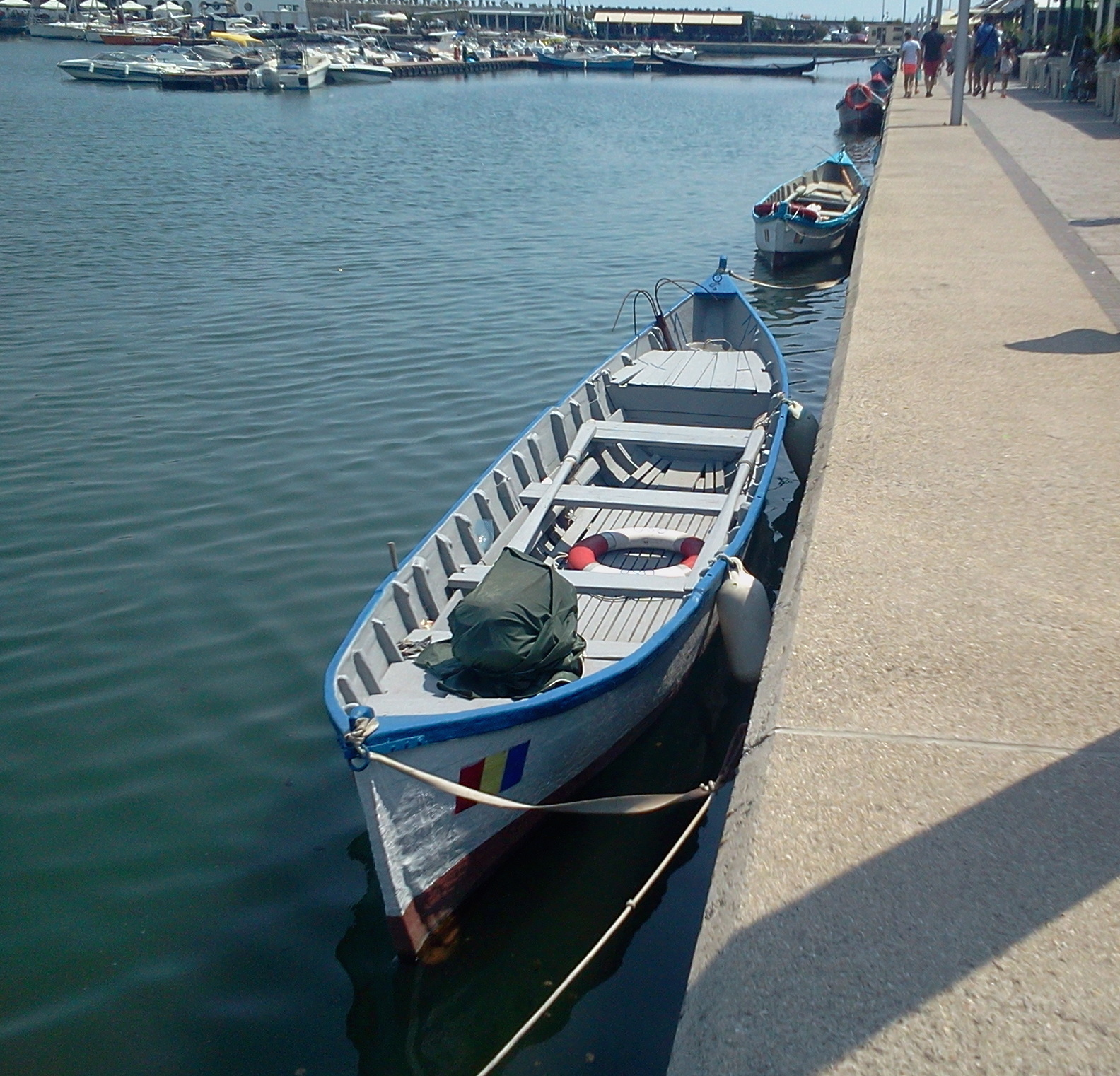
Portul Tomis: lotci de pescuit.

- flotila de pescuit artizanal, anume ambarcațiile private care folosesc pentru pescuitul local de mic tonaj, de numai câteva ore, la distanțe mici de litoral: este vorba de un pescuit tradițional, odinioară efectuat de pescarii dobrogeni, care a dispărut în anii comunismului, deoarece marea devenise o zonă de fontieră strict păzită unde numai ambarcațiile aparținând cherhanalelor erau autorizate să pătrundă și să pescuiască. Astăzi, flota de pescuit artizanal maritim este extrem de redusă în România;
- flotele de pescuit profesional, cum au fost de exemplu mahonele și lotcile cherhanalelor de pe litoral, sau flota de traulere a „Întreprinderii de Pescuit Oceanic”, filială a „Navrom” din Tulcea.

## Flota științifică a României
Cea mai dintâi navă e cercetări științifice din România a fost crucișătorul „Elisabeta”, nava amiral a flotei militare române între anii 1888-1918 pe care regele Carol I i-a pus-o la dispoziția naturalistului Grigore Antipa timp de nouă luni în anul 1893 pentru o campanie oceanografică de renume, cu bogate rezultate.
Institutul Bio-oceanografic din Constanța, întemeiat de același Grigore Antipa în 1932, era dotat de câteva nave moderne pentru vreme, ulterior moștenite, după 1947, de Stațiunea Zoologică Marină „Ion Borcea” la Agigea, de Stațiunea de Cercetări Maritime și Proiectări Piscicole „Gr. Antipa” și de Stațiunea Oceanografică „Emil Racoviță” din Constanța, urmașe ale Institutului Bio-oceanografic; dar, pe măsură ce treceau anii, se învechiră și deveniră inutilizabile.

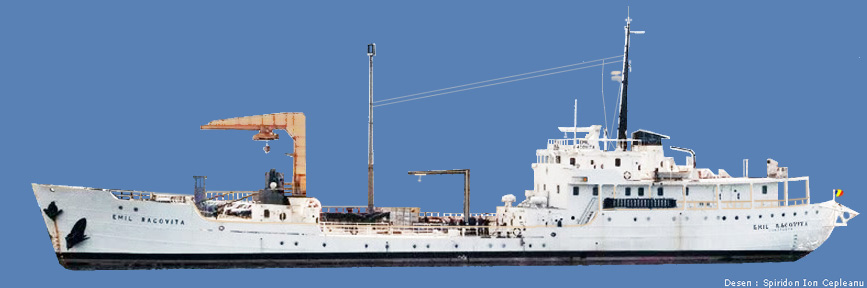
Desen reprezentând nava „Emil Racoviță” a Centrului de scafandri din Constanța (fostul cargobot „Arad”).

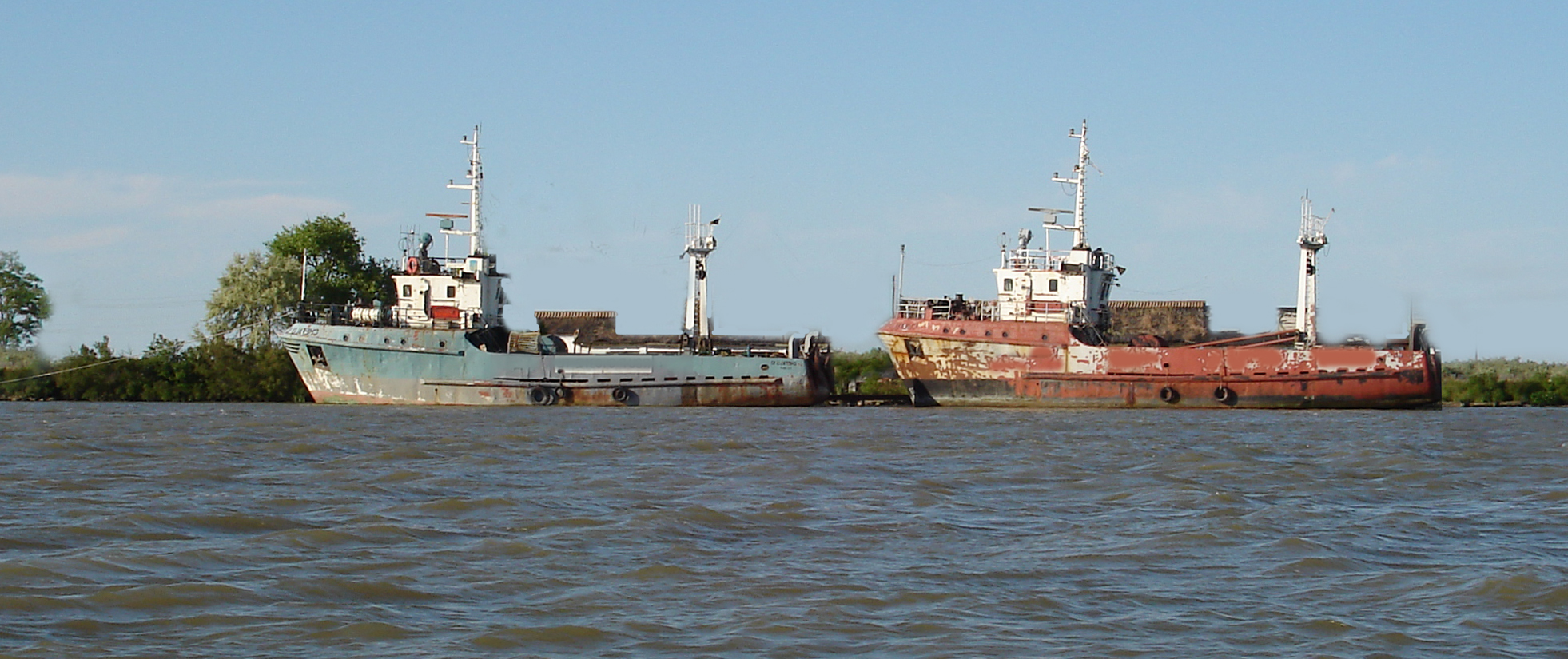
Traulere oceanice odinioară ale „Companiei de Pescuit Oceanic”, ruginind la Tulcea.

Înființat în 1970, IRCM a fost pus în subordinea succesivă a Consiliului Național de Știință și Tehnologie, apoi în 1980, a Ministerului Educației, iar în 1982 a Ministerului Agriculturii și Industriei Alimentare, mai anume a Biroului Central pentru Pescuit și Prelucrarea Peștelui, care îi puse la dispoziție câteva șalupe mici și traulerul Chefalul. În cadrul acestui Institut funționează din 1972 „Laboratorul de tehnologie marină” consacrat programelor de cercetare legate de valorificarea resurselor petroliere ale platformei continentale din Marea Neagră.
În 1972 are loc vizita oceanografului francez Jacques-Yves Cousteau la IRCM cu prilejul expediției navei Calypso în Marea Neagră.
Începând cu anul 1976 încep forajele marine ale platformei„Gloria”, adâncimea maximă a Mării Negre în zonă fiind de 90 m. Ulterior sunt instalate platformele „Orizont”, „Prometeu”, „Fortuna”, „Atlas”, „Jupiter” și „Saturn”. Facilitățile pentru exploatarea hidrocarburilor alcătuiesc un sistem complex alcătuit din: platformă fixă, centrală de producție, sistemul de conducte pentru transportul hidrocarburilor ce face legătura între platforma centrală și terminalul onshore Midia, format din două conducte de câte 84 km lungime.
În același an, la 1 Octombrie, este înființat Centrul de scafandri din Constanța care este dotat în 1977 cu nava de 1.200 tdw. „Emil Racoviță” (fostul cargou mixt „Arad” reprofilat la șantierul naval Turnu-Severin pentru instalarea sistemului „Ulyss” de scufundări la mare adâncime, utilizat pentru cercetări geologice, biologice și pentru operații de recuperare de încărcătură).
În 1979 nava de 1.500 tdw. „Grigore Antipa”, special construită la șantierul naval din Mangalia, intră la rândul său în dotarea Centrului de scafandri din Constanța: mulțumită acestei nave, în 1983, colectivul de cercetători condus de Pr. Ion Baciu face investigații de ordin biochimic la 450 m adâncime în Marea Neagră, în colaborare cu Institutul de Medicină și Farmacie din Cluj și cu laboratorul Hiperbar al Centrului de Scafandri din Constanța.
În sfârșit, batiscaful „SC-200” construit la Constanța în 1980-1981 reprezintă partea submarină a flotei științifice românești, deși între timp a fost scos din folosință și înlocuit cu ROV-uri (roboți submarini).
Actualmente (2010), IRCM se denumește „Institutul Național de Cercetare și Dezvoltare Marină Grigore Antipa” și dispune de două nave de cercetare: „Steaua de Mare I” (130TRB și 570 CP) și vedeta „Marsuinul” (7 m și 150 CP), pentru supravegherea delfinilor.
Institutul Național de Cercetare-Dezvoltare pentru Geologie și Geoecologie Marină - GeoEcoMar a fost înființat în 1993 sub denumirea de Centrul Român pentru Geologie și Geoecologie Marină - CRGGM. Activând în principal în domenii precum geologia și geofizica marină, resursele minerale și energetice, protecția mediului, cu accent pe mediile marin, costier, deltaic și fluvial, GeoEcoMar beneficiază de o infrastructură de cercetare modernă, bazată în special pe nave de cercetare, ceea ce permite abordarea de studii complexe, cu caracter multidisciplinar. Institutul, condus în prezent de Dr.Ing. Gheorghe Oaie, dispune de nava de cercetări oceanografice Mare Nigrum deplasament 3200 t, 25 de locuri pentru cercetători, 10 laboratoare cu o suprafață totală de 200 mp; nava de cercetări fluviale și costiere "Istros": deplasament 147.8 t, 10 locuri de cazare pentru cercetători, 3 laboratoare, autonomie 900 km; pontonul laborator “Halmyris”: 90 t deplasament, 20 locuri de cazare, 2 laboratoare, sală de conferințe și șalupa de cercetare – inspecție “Carina”: 6 m lungime, 6 locuri, motor Diesel de 150 CP.

## Flota de pescuit a României
În România, activitatea de pescuit maritim profesional se limitase până în anul 1964 la Marea Neagră, având ca ambarcații mahoanele cherhanalelor și traulerele mici (și învechite) ale „Întreprinderii Piscicole” din Brăila și ale „Întreprinderii de Industrializare și de Desfacere a Peștelui” din Tulcea, care aduceau la mal tonaje mici de pești bentici cum ar fi sturionii, morunii, calcanii, cambulele, și de pești pelagici printre care dominau chefalii, stavrizii și hamsiile. Oferta era mult inferioară cererii. În anii 1964-1965 au fost comandate șantierelor navale din Japonia două mari traulere oceanice : „Constanța” și „Galați”, bazate în portul la frigorifer din Tulcea. Zece ani mai târziu, ele sunt repartizate „Comandamentului Flotei de Pescuit Oceanic”, privatizat după anul 1990 sub denumirea de „Compania Română de Pescuit Oceanic”.
Pescuitul oceanic românesc a avut loc în zone cu mare productivitate biologică din Oceanul Atlantic, îndeosebi în vestul Africii, exploatând specii ca la bonita, pălămida, macroul, chefalul, stavridul și sardina, pe platforma continentală din dreptul litoralului Americii de Nord din dreptul coastelor Labradorului, exploatând heringul, macroul, codul, cambula și sebastul-Sebastes mentella, prelucrabile în fileuri. Speciile de mai mare valoare gustativă și comercială (tonul-Thunnus thynnus, pălămida-Sarda sarda, heringul) erau uneori vândute pe valută altor companii, străine, de pescuit, alteori predate cooperativelor alimentare ale organelor de Partid și de stat, ale armatei, securității și ministerelor ; celelate specii erau predate magazinelor de desfacere de pește sau, mai rar, cooperativei „Alimentara”.
În primii trei ani de activitate, cele două nave au pescuit împreună o medie anuală de 6.620 tone de pește oceanic: acest succes a determinat guvernul să dezvolte flota de pescuit până la 20 de traulere și de 3 nave frigorifere de transport în 1973. În 1972 producția medie anuală pe navă activă era de 2.864 de tone, adică o medie zilnică de 19,4 tone. Astfel, în anii 1970-1989, „Întreprinderea de Pescuit Oceanic” a ajuns la un număr de 62 de nave, din care 48 de pescuit, 12 frigorifice (POLAR) de transport si 2 petroliere pentru aprovizionare cu combustibil, deservite de 5.125 de salariați (personal navigant și de deservire). Dar, simultan, pe toate mările lumii, resursele halieutice (de pescuit) s-au redus din cauza supra-exploatării, astfel ca productivitatea anuală a descrescut, navele fiind din ce în ce mai puțin rentabile, apoi devenind costisitoare, mai ales că învechindu-se, rata de defectări creștea. Pe de altă parte, condițiile de viață în țară degradându-se din cauza politicii de restricții economice ale guvernării Ceaușescu, o parte din pesonalul navigant calificat a rămas prin porturi străine.
După anul 1990, odată cu intrarea în economia de piață, nu mai putea fi vorba de a menține o flotă ne-rentabilă, ajungându-se în anul 1997 la numai 16 nave, majoritatea defecte, cu 843 de salariați ale căror salarii, devenite insuficiente pentru o viață decentă, erau plătite cu întârziere. Echipele manageriale se învinuiau reciproc de contractarea în mod ilegal a unor împrumuturi externe, de ipotecarea navelor fără acordul Consiliului de Administrație, de utilizarea creditelor în defavoarea companiei, de scoaterea navelor la licitație și de adjudecarea lor în favoarea unor cumpărători dinainte horărâți, astfel că această stare conflictuală dintre diferitele grupuri de interese a dus la decăderea economică a „Companiei de Pescuit Oceanic” și la falimentarea ei. În acel an 1997, compania a trecut printr-o fază de reorganizare cu obiectivul de a salva activitatea prin reactivarea unor nave, re-obținerea dreptului de pescuit în zona Africii de Nord-Vest și Sud-Vest, obținerea licenței de pescuit și a cheltuielilor pentru efectuarea primului ciclu de producție, clarificarea situației unor nave închiriate, plata salariilor personalului ș.a. Din păcate, era mult prea târziu, iar finanțarea restructurării lipsea : falimentarea s-a dovedit definitivă, iar peștele oceanic este de atunci încoace importat.